# San Lorenzo (Ahuachapán)
San Lorenzo è un comune del dipartimento di Ahuachapán, in El Salvador.
Città al confine col Guatemala.